# Grunobuurt
De Grunobuurt is een woonwijk in het (oude) zuiden van de stad Groningen.
De wijk is gelegen tussen de spoorlijn Groningen-Leeuwarden, de Paterswoldseweg, de A7 en het Hoornsediep. De buurt, die is gebouwd in de periode 1922-1928, maakt deel uit van de Stadsparkwijk. De naam is afgeleid van de woningbouwvereniging voor spoorwegpersoneel 'Gruno', opgericht 1919, inmiddels opgegaan in wbc Nijestee. Gruno (een kleinzoon van Friso) is de mythische figuur die de stichter van Groningen zou zijn geweest. De woningbouwvereniging had in de wijk het merendeel van de woningen in beheer. Het overgrote deel van de woningen in de Grunobuurt werd ontworpen door het Groninger architectenbureau Kazemier & Tonkens. De meeste straten zijn genoemd naar wetenschappers, zoals de Kamerlingh Onnesstraat, de Snelliusstraat en de Stephensonstraat. Aan deze laatste naam (een bekende Britse locomotiefbouwer) is te zien, dat het noordelijke gedeelte van de wijk gebouwd is ten behoeve van werknemers van het spoor.

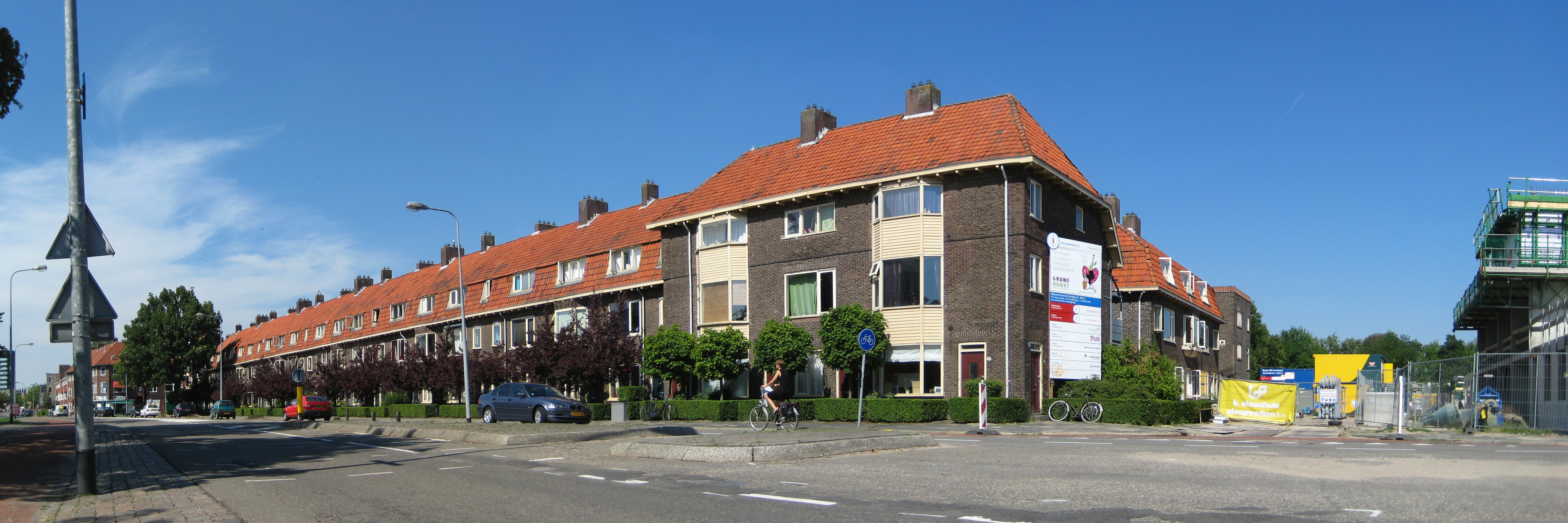
Woningen aan de Paterswoldseweg aan de westrand van de Grunobuurt, ontworpen door Kazemier & Tonkens (2010)

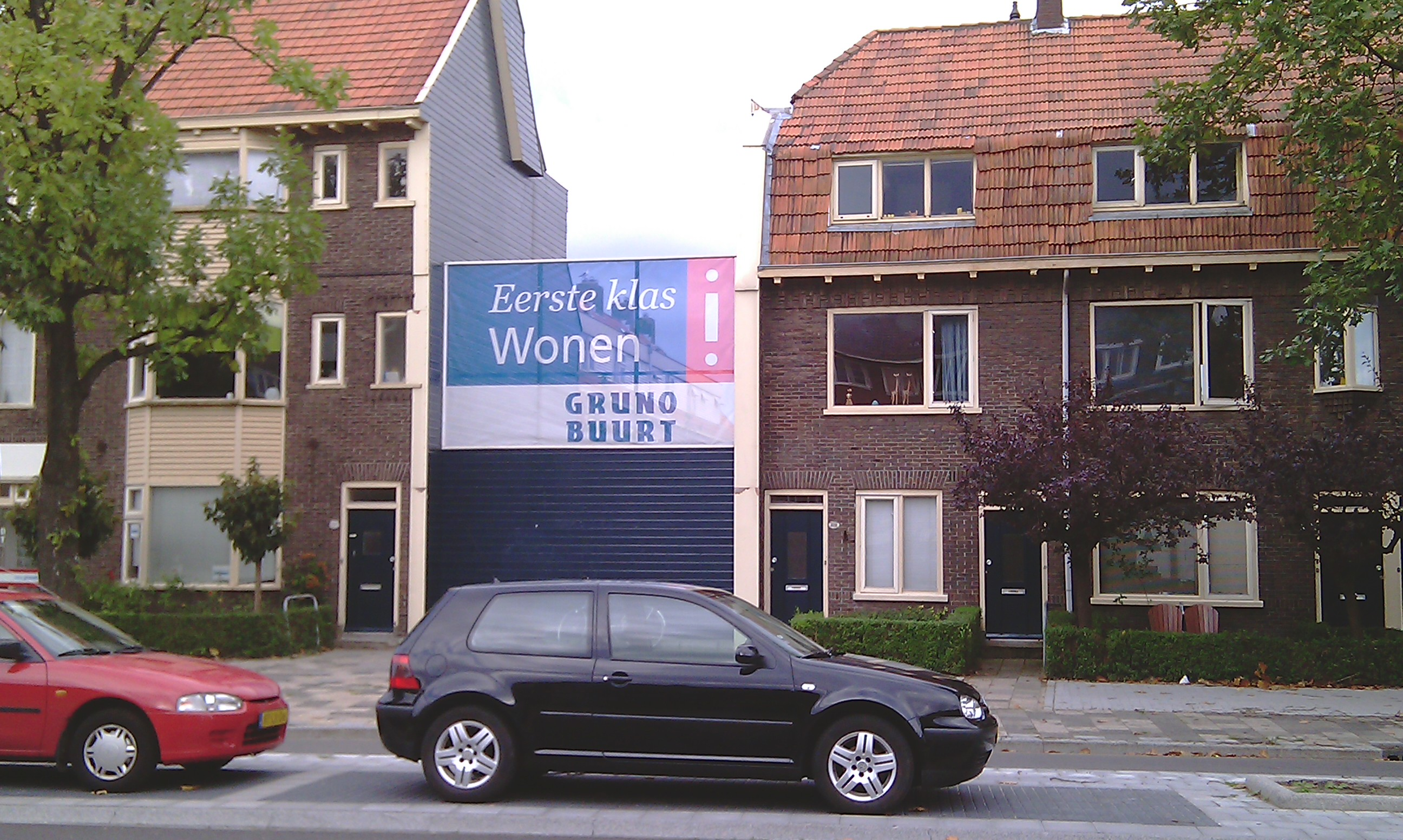
Grunobuurt Groningen (2011)
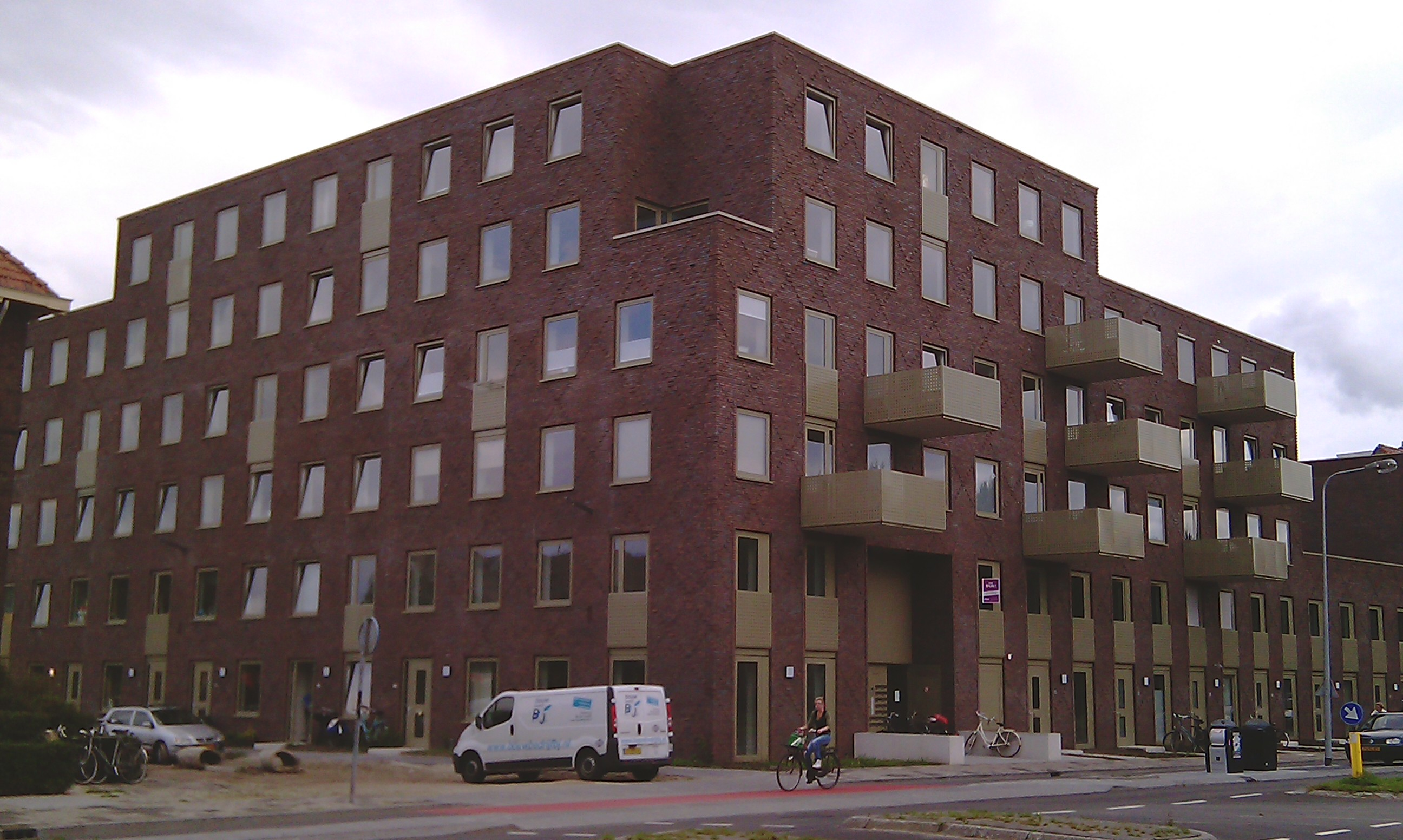
Traverse Grunobuurt (2011)

1. ↑  Inclusief het A-kwartier, Academiekwartier, Bisschopskwartier en Ebbingekluft
2. ↑  Inclusief Ruskenveen
3. ↑  Euvelgunne en Roodehaan zijn onderdeel van de MEER-dorpen, maar vallen onder de wijk Zuidoost
4. ↑  Inclusief de subbuurten De Wierden (waaronder het bouwblok Heemwerd), Rietlanden en Reitdiephaven
5. ↑  Voorheen Korrewegwijk genoemd
6. ↑  Voorheen Korrewegbuurt genoemd